# C. Mayer
C. Mayer ist ein Einschlagkrater auf der Mondvorderseite. 
Der Krater C. Mayer befindet sich westlich des Kraters Kane am nördlichen Rand des Mare Frigoris. Der Wall ist kaum erodiert und das Innere weist einen zirka 780 m hohen Zentralberg auf. Im Südosten überlagert er den stark erodierten Nebenkrater C. Mayer D (früher auch unter dem Namen Gasser), der sich im Südosten zum Mare Frigoris öffnet. Die Entstehungszeit von C. Mayer fällt in die spät-imbrische Periode.
| Buchstabe | Position           | Durchmesser | Link |
| --------- | ------------------ | ----------- | ---- |
| B         | 60,23° N, 15,52° O | 33 km       |      |
| D         | 62,2° N, 18,51° O  | 65 km       |      |
| E         | 61,14° N, 16° O    | 11 km       |      |
| F         | 62,07° N, 19,58° O | 7 km        |      |
| H         | 64,22° N, 14,7° O  | 43 km       |      |

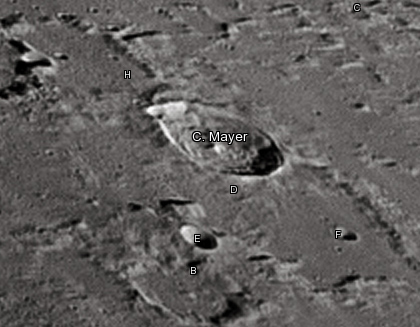
C. Mayer und seine Nebenkrater

Der Krater wurde 1935 von der IAU nach deutschen Physiker und Astronomen Christian Mayer offiziell benannt.